# Smart & Final
Smart & Final (abreviado como S&F) es una cadena de supermercados estadounidense en estilo club de precios, creada por los hermanos Abram y Jacob Haas en 1871 en Los Ángeles, California, y expandida a México desde 1997.

## Formato de tienda
Ofrece gran variedad de productos frescos como frutas y verduras, carnes frias, congelados, pescados y mariscos, legumbres, panadería, abarrotes, dulces, productos de higiene y cuidado personal al mayor, sin ninguna membresía tanto a los consumidores, los clientes como a proveedores de alimentos.

### Competidores de tiendas en México
En México, la cadena compite empresarialmente con otras cadenas locales como Casa Ley, H-E-B de México, Alsuper, S-Mart, Soriana Híper de Organización Soriana y Walmart de Walmart de México y Centroamérica.
No compite necesariamente con otras cadenas en formato de club de precios, tiendas como Sam's Club de Walmart de México y Centroamérica, Costco Wholesale de México y City Club de Organización Soriana.
La cadena únicamente cuenta con 17 sucursales en el país y con presencia en los estados de Baja California y Sonora en ciudades fronterizas con los Estados Unidos.